# Karím Šáhir
Karím Šáhir je archeologická lokalita v severním Iráku poblíž Kirkúku, severozápadně od Kal'at Džarma. Zdejší nálezy patří protoneolitické šánídár-karím-šáhirské kultuře, která tvoří přechod od mezolitických lovecko-sběračských kultur k neolitickým kulturám prvních zemědělců. Podle archeologa Bruce Howeho je toto místo významné pro pochopení počátků usedlého života lidí v pohoří Zagros.
Nalezený materiál je obdobný jako v Záví Čemi u Šánídáru. Časové datování lokality není spolehlivě určeno, zřejmě byla osídlena později než Záví Čemi a Šánídár, možná až do 8. tisíciletí př. n. l. Archeologové tu nenalezli známky žádné stavební činnosti, místo bylo pravděpodobně osídleno sezónně. Výrobky dokládají náznaky zvýšené závislosti lidí na rostlinných zdrojích obživy. Jsou doloženy drobné kamenné čepele s lesklým povrchem sloužící jako ostří srpů. Zároveň tu byly nalezeny také dvě figurky z pálené hlíny. 